# کاترین رینولدز
کاترین رینولدز (انگلیسی: Katherine Reynolds؛ زادهٔ ۱۴ سپتامبر ۱۹۸۷) بازیکن فوتبال اهل ایالات متحده آمریکا است.
از باشگاه‌هایی که در آن بازی کرده‌است می‌توان به وسترن نیویورک فلش، باشگاه فوتبال فیلادلفیا ایندپندنس، باشگاه فوتبال زنان فرایبورگ، آتلانتا بیت، واشینگتن اسپیریت، باشگاه فوتبال پورتلند تورنز، و باشگاه فوتبال زنان سیاتل ساندرز اشاره کرد.
وی همچنین در تیم ملی فوتبال زیر ۲۳ سال زنان ایالات متحده آمریکا بازی کرده‌است.